# Ivor Broadis
Ivan Arthur Broadis (ur. 18 grudnia 1922 w Londynie, zm. 12 kwietnia 2019) – angielski piłkarz występujący podczas kariery na pozycji napastnika.

## Kariera klubowa
Ivor Broadis piłkarską karierę rozpoczął podczas II wojny światowej (był pilotem w RAF) w Manchesterze United. Po zakończeniu wojny został grającym trenerem trzecioligowego Carlisle United. W trakcie sezonu 1948/49 przeszedł do pierwszoligowego Sunderlandu. W październiku 1951 za sumę 25 tys. funtów Broadis przeszedł do Manchesteru City. Gra w The Citizens nie była udanym okresem w jego karierze, dlatego jesienią 1953 za sumę 20 tys. funtów odszedł do Newcastle United. Ze Srokami zdobył Puchar Anglii w 1955. W 1955 powrócił do Carlisle United. Karierę zakończył w trzecioligowym szkockim Queen of the South w 1960. Po zakończeniu kariery Broadis pracował przez wiele lat jako dziennikarz sportowy.
| Sezon   | Klub                    | Kraj    | Rozgrywki               | Mecze | Bramki |
| ------- | ----------------------- | ------- | ----------------------- | ----- | ------ |
| 1942/43 | Manchester United F.C.  | Anglia  | Football League War Cup | 2     | 2      |
| 1943/44 | Manchester United F.C.  | Anglia  | Football League War Cup | 2     | 1      |
| 1946/47 | Carlisle United F.C.    | Anglia  | Division Three          | 31    | 19     |
| 1947/48 | Carlisle United F.C.    | Anglia  | Division Three          | 36    | 20     |
| 1948/49 | Carlisle United F.C.    | Anglia  | Division Three          | 24    | 13     |
| 1948/49 | Sunderland A.F.C.       | Anglia  | Division One            | 13    | 2      |
| 1949/50 | Sunderland A.F.C.       | Anglia  | Division One            | 41    | 13     |
| 1950/51 | Sunderland A.F.C.       | Anglia  | Division One            | 20    | 10     |
| 1951/52 | Sunderland A.F.C.       | Anglia  | Division One            | 5     | 0      |
| 1951/52 | Manchester City F.C.    | Anglia  | Division One            | 31    | 4      |
| 1952/53 | Manchester City F.C.    | Anglia  | Division One            | 34    | 6      |
| 1953/54 | Manchester City F.C.    | Anglia  | Division One            | 9     | 0      |
| 1953/54 | Newcastle United F.C.   | Anglia  | Division One            | 23    | 10     |
| 1954/55 | Newcastle United F.C.   | Anglia  | Division One            | 19    | 5      |
| 1955/56 | Carlisle United F.C.    | Anglia  | Division Three          | 40    | 5      |
| 1956/57 | Carlisle United F.C.    | Anglia  | Division Three          | 42    | 16     |
| 1957/58 | Carlisle United F.C.    | Anglia  | Division Three          | 41    | 9      |
| 1958/59 | Carlisle United F.C.    | Anglia  | Division Four           | 36    | 2      |
| 1959/60 | Queen of the South F.C. | Szkocja | Third Division          | ?     | ?      |

## Kariera reprezentacyjna
W reprezentacji Anglii Broadis zadebiutował 28 listopada 1951 w zremisowanym 2-2 towarzyskim meczu z Austrią. W 1954 Broadis uczestniczył w mistrzostwach świata. Na turnieju w Szwajcarii wystąpił we wszystkich trzech meczach: z Belgią (dwie bramki), Szwajcarią i Urugwajem, który był jego ostatnim meczem w reprezentacji. Ogółem Broadis rozegrał w reprezentacji 14 spotkań, w których strzelił 8 bramek.
| Mecze i gole w reprezentacji | Mecze i gole w reprezentacji | Mecze i gole w reprezentacji | Mecze i gole w reprezentacji | Mecze i gole w reprezentacji | Mecze i gole w reprezentacji | Mecze i gole w reprezentacji |
| #                            | Data                         | Miasto                       | Przeciwnik                   | Gol                          | Wynik                        |                              |
| ---------------------------- | ---------------------------- | ---------------------------- | ---------------------------- | ---------------------------- | ---------------------------- | ---------------------------- |
| 1.                           | 28.11.1951                   | Londyn                       | Austria                      |                              | 2:2                          | towarzyski                   |
| 2.                           | 05.04.1952                   | Glasgow                      | Szkocja                      |                              | 2:1                          | British Home Championship    |
| 3.                           | 18.05.1952                   | Florencja                    | Włochy                       | Gol                          | 1:1                          | towarzyski                   |
| 4.                           | 18.04.1953                   | Londyn                       | Szkocja                      | Gol · Gol                    | 2:2                          | British Home Championship    |
| 5.                           | 17.05.1953                   | Buenos Aires                 | Argentyna                    |                              | 0:0                          | towarzyski                   |
| 6.                           | 24.05.1953                   | Santiago                     | Chile                        |                              | 2:1                          | towarzyski                   |
| 7.                           | 31.05.1953                   | Montevideo                   | Urugwaj                      |                              | 1:2                          | towarzyski                   |
| 8.                           | 08.06.1953                   | Nowy Jork                    | Stany Zjednoczone            | Gol                          | 6:3                          | towarzyski                   |
| 9.                           | 03.04.1954                   | Glasgow                      | Szkocja                      | Gol                          | 4:2                          | British Home Championship    |
| 10.                          | 16.05.1954                   | Belgrad                      | Jugosławia                   |                              | 0:1                          | towarzyski                   |
| 11.                          | 23.05.1954                   | Budapeszt                    | Węgry                        | Gol                          | 7:1                          | towarzyski                   |
| 12.                          | 17.06.1954                   | Bazylea                      | Belgia                       | Gol · Gol                    | 4:4                          | Mundial 1954                 |
| 13.                          | 20.06.1954                   | Berno                        | Szwajcaria                   |                              | 2:0                          | Mundial 1954                 |
| 14.                          | 26.06.1954                   | Bazylea                      | Urugwaj                      |                              | 2:4                          | Mundial 1954                 |